# Дувидзон, Павел Дмитриевич
Павел Дмитриевич Дувидзон (1 ноября 1953, Калараш, Молдавская ССР — 3 ноября 2015) — советский и российский кинематографист, кинопродюсер.

## Биография
Окончил гидромелиоративный факультет Кишинёвского сельскохозяйственного института (1976), потом экономический факультет ВГИКа (1987). С 1987 года — начальник планово-финансового управления Госкино Молдавской ССР.
Начинал кинокарьеру в 1983 году в качестве директора художественных фильмов на киностудии «Молдова-филм» («Я готов принять вызов», «Тревожный рассвет» и «Таинственный узник» режиссёра Валериу Гажиу, 1983—1985; «О возвращении забыть» режиссёра Василия Брескану, 1985), в 1989 году создал собственную студию «ECOU Films», где снял картины «Год хорошего ребенка» режиссёра Бориса Конунова (1991) и «Смерть за кулисами» режиссёра Борис Дурова (1991). С 1992 года жил в США, куда перевёл продюсерскую фирму «ECOU Films».
Возглавлял российско-британскую продюсерскую компанию «East-West», которая занималась съёмками кинофильмов и телесериалов. В рамках этого проекта были выпущены многосерийные фильмы «Приключения королевского стрелка Шарпа» (1993—1997) и «Хорнблоуэер» (1998—2003; премия Эмми, 1999), полнометражная картина «Первый удар» с Джеки Чаном (1996), ряд совместных телевизионных работ с британскими телеканалами BBC, Channel 4 и ITV. Был линейным продюсером шести эпизодов сериала «Дневники Красной Туфельки» (1992—1999); ассоциированным продюсером телефильмов «Стрелки Шарпа» (1993), «Орёл Шарпа» (1993), «Враг Шарпа» (1994), «Честь Шарпа» (1994), «Компания Шарпа» (1994), «Золото Шарпа» (1995), «Меч Шарпа» (1995) и «Битва Шарпа» (1995); линейным продюсером телефильмов «Мичман Хорнблауэр: Равные шансы» (в американском прокате «Хорнблауэр: Дуэль», 1998) и «Мичман Хорнблауэр: Экзамен на лейтенанта» (в американском прокате «Хорнблауэр: Огненный корабль», 1998), боевиков «Первый удар» (Jackie Chan’s First Strike, 1996) и «Чёрное море 213» (Black Sea 213, 1998), кинокомедии «Еврейская вендетта» (режиссёра Александра Шабатаева, с Леонидом Каневским в главной роли, Израиль, 1999); директором картины «Миссия невыполнима: Протокол Фантом» (2011).
П. Д. Дувидзон был также соучредителем кинокомпании «Каскад Фильм», которая стала одним из основных дистрибьюторов кинопродукции Columbia Pictures и Buena Vista International — Disney в России. С 2003 года занимался продюсированием российских и совместных международных проектов, среди которых фильмы «Кочевник» (2005), «Духless» (2012), «Циля» (режиссёр Амос Гитай, 2014) и «Джуна» (2015).
Член Союза кинематографистов России.

## Фильмография

### Директор фильма
- 1983 — Я готов принять вызов (режиссёр Валериу Гажиу)
- 1983 — Тревожный рассвет (режиссёр Валериу Гажиу)
- 1985 — О возвращении забыть (режиссёр Василий Брескану)
- 1985 — Таинственный узник (режиссёр Валериу Гажиу)
- 1991 — Год хорошего ребенка (режиссёр Борис Конунов)
- 1991 — Смерть за кулисами (режиссёр Борис Дуров)